# Athanássios Tsakíris
Athanássios « Thanássis » Tsakíris (grec moderne : Αθανάσιος «Θανάσης» Τσακίρης ; né le 15 janvier 1965 à Dráma) est un biathlète et fondeur grec.

## Biographie
Il a participé aux Jeux olympiques d'hiver de 1988 (en ski de fond), 1992 (ski de fond et biathlon), 1994, 1998 et 2010 (en biathlon). En 2010, il a été le porte-drapeau de l'équipe olympique grecque lors de la cérémonie d'ouverture,. Son meilleur résultat est 37e de l'individuel aux Jeux de Lillehammer en 1994.
Il est 28 fois champion de Grèce consécutivement entre 1986 et 2013.
Licencié au club de sa ville natale Dráma, il prend part à neuf éditions des Championnats du monde entre 1989 et 2012, enregistrant son meilleur résultat en 1991 avec une 50e place à l'individuel.
Sa fille Panayióta Tsakíri est une fondeuse et une biathlète.

## Résultats aux Jeux olympiques

### Ski de fond
| Calgary 1988     | 72e | 76e | -   |
| Albertville 1992 | -   | -   | 16e |

### Biathlon
| Édition          | Épreuves   | Épreuves | Épreuves                         | Épreuves                         | Épreuves | Épreuves |
| Édition          | Individuel | Sprint   | Poursuite                        | Mass start                       | Relais   |          |
| ---------------- | ---------- | -------- | -------------------------------- | -------------------------------- | -------- | -------- |
| Albertville 1992 | 42e        | 79e      | Épreuve inexistante à cette date | Épreuve inexistante à cette date | -        |          |
| Lilehammer 1994  | 37e        | 56e      | Épreuve inexistante à cette date | Épreuve inexistante à cette date | -        |          |
| Nagano 1998      | 65e        | 58e      | Épreuve inexistante à cette date | Épreuve inexistante à cette date | -        |          |
| Vancouver 2010   | 80e        | Abandon  | -                                | -                                | -        |          |

Légende :
- : épreuve non au programme
- —  : épreuve non disputée par Tsakíris